# Listă de comune din raionul Strășeni
Această listă conține comunele din raionul Strășeni, Republica Moldova, cu satele din componența lor. Celulele gri indică localitățile consemnate ca „sat (comună)” în Legea privind organizarea administrativ-teritorială a Republicii Moldova.
| Comuna     | Satul de reședință | Sate componente |
| ---------- | ------------------ | --------------- |
| —          | —                  | Căpriana        |
| —          | —                  | Chirianca       |
| Codreanca  | Codreanca          | Codreanca       |
| Codreanca  | Codreanca          | Lupa-Recea      |
| —          | —                  | Cojușna         |
| —          | —                  | Dolna           |
| Gălești    | Gălești            | Gălești         |
| Gălești    | Gălești            | Găleștii Noi    |
| Ghelăuza   | Ghelăuza           | Ghelăuza        |
| Ghelăuza   | Ghelăuza           | Saca            |
| Greblești  | Greblești          | Greblești       |
| Greblești  | Greblești          | Mărtinești      |
| Lozova     | Lozova             | Lozova          |
| Lozova     | Lozova             | Stejăreni       |
| Micăuți    | Micăuți            | Gornoe          |
| Micăuți    | Micăuți            | Micăuți         |
| Micleușeni | Micleușeni         | Huzun           |
| Micleușeni | Micleușeni         | Micleușeni      |
| —          | —                  | Negrești        |
| —          | —                  | Onești          |
| Pănășești  | Pănășești          | Ciobanca        |
| Pănășești  | Pănășești          | Pănășești       |
| Rădeni     | Rădeni             | Drăgușeni       |
| Rădeni     | Rădeni             | Rădeni          |
| Rădeni     | Rădeni             | Zamciogi        |
| —          | —                  | Recea           |
| —          | —                  | Romănești       |
| —          | —                  | Roșcani         |
| —          | —                  | Scoreni         |
| —          | —                  | Sireți          |
| —          | —                  | Tătărești       |
| —          | —                  | Țigănești       |
| —          | —                  | Voinova         |
| —          | —                  | Vorniceni       |
| —          | —                  | Zubrești        |